# Bielice Nowe
Bielice Nowe (niem. Neu Beelitz; do 2011 Nowe Bielice) – wieś w Polsce położona w województwie wielkopolskim, w powiecie czarnkowsko-trzcianeckim, w gminie Krzyż Wielkopolski.
Historycznie powiązana z gminą Nowe Drezdenko w powiecie strzeleckim w woj. zielonogórskim, mimo położenia przy samym Krzyżu.
W latach 1975–1998 miejscowość położona była w województwie pilskim.